# サルドゥリ2世

紀元前743年におけるウラルトゥ王国の版図（黄色）。これを絶頂として以後はアッシリア帝国（紫色）の反撃にさらされることになる。

サルドゥリ2世（Sarduri II, サルドゥルSardur、サルドゥリシュŠardurišとも）は、ウラルトゥの王。在位：紀元前753年頃 - 735年頃。ウラルトゥ王国史上最大の版図を獲得したが、アッシリア帝国のティグラト・ピレセル3世に敗れ、ウラルトゥの衰退が始まった。

## 来歴
ウラルトゥ王アルギシュティ1世の息子。父を継いで王となり、その拡張政策を引き継いだ。北東のトランスコーカサス方面ではビアイニリ国などの抵抗にあったものの、サルドゥリ自身や将軍たちの軍事的才能でこれを破った。一方南方の宿敵アッシリアとは睨み合いが続いていた。アッシリアの鉄や馬の供給源であるアナトリア半島との連絡路をウラルトゥが抑えていたためである。サルドゥリはこの情勢に乗じて北シリアの小国を服属させてゆき、その勢力圏はウラルトゥ史上最大のものとなった。
転機となったのは、紀元前745年頃にティグラト・ピレセル3世がアッシリア王に即位したことである。先王アッシュール・ダン3世やアッシュール・ニラリ5世とは対照的に、ティグラト・ピレセルはオリエントにおける覇権を脅かすウラルトゥの脅威に武力で対抗することを決意、軍制改革に乗り出した。ティグラト・ピレセルは交通の要衝である北シリアに出兵してウラルトゥ勢力の排除に努めた。ウラルトゥに与していた北シリアのアルパドは3年にわたりアッシリア軍の攻撃を防いだが、紀元前735年に来援したウラルトゥ軍はアッシリア軍とユーフラテス河西岸で決戦して敗北、サルドゥリ自身は首都トゥシュパ（ヴァン）に逃げ帰った。アッシリア軍はこれを追撃してトゥシュパを攻撃したという。
この敗戦でアッシリアに国境地帯を奪われたほか、ウラルトゥから離反する総督も現れ、またサルドゥリ自身もアッシリア軍に討ち取られたともいわれている。サルドゥリの治世にウラルトゥ王国は絶頂期から衰退に転じたのである。サルドゥリの跡は息子のルサ1世が継いだ。